# Teorema de Cayley-Hamilton
|  | No s'ha de confondre amb el Teorema de Cayley. |

El teorema de Cayley-Hamilton és un resultat fonamental en l'àlgebra lineal segons el qual, donada una matriu A i el seu polinomi característic Q(x), aquest s'anul·la en avaluar-lo en A.
És a dir, que Q(A)=0. És immediat que dins el polinomi, la matriu A és commutativa respecte a l'operació producte. Una formulació equivalent n'és l'afirmació que el polinomi característic de A és un múltiple del polinomi mínim de A o, cosa que és el mateix, que el polinomi característic de A és un element de l'ideal principal de polinomis anul·ladors de A.
Rep el seu nom dels matemàtics Arthur Cayley i William Rowan Hamilton.